# تاجواتينجا (توكانتينس)
تاجواتينجا، توكانتينز بلدية في ولاية توكانتينز في البرازيل.

## روابط خارجية
- موقع مجلس مدينة تاجواتينجا
- موقع حكومة ولاية توكانتينز